# Dmitri Sergejewitsch Kowaljow

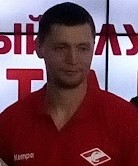
Dmitri Kowaljow 2017

Dmitri Sergejewitsch Kowaljow (russisch Дмитрий Сергеевич Ковалёв; * 15. Mai 1982 in Omsk, Russische SFSR, Sowjetunion) ist ein ehemaliger russischer Handballspieler. Mittlerweile ist er als Handballtrainer tätig.

## Karriere
Der 1,80 Meter große und 80 Kilogramm schwere rechte Außenspieler begann in der Kinder- und Jugendsportschule Omsk mit dem Handball. Von 1999 bis 2003 spielte er beim Klub Sungul Sneschinsk und stand ab 2003 bei Medwedi Tschechow unter Vertrag. Mit diesem Verein wurde von 2004 bis 2013, 2015 und 2016 jeweils russischer Meister und spielte in den Spielzeiten 2003/2004 bis 2009/2010 in der EHF Champions League und 2005/06 im Europapokal der Pokalsieger. Im Sommer 2017 schloss sich Kowaljow dem russischen Erstligisten GK Spartak Moskau an. Während der Saison 2019/20 kehrte er zu Medwedi Tschechow zurück, wo er im Sommer 2020 seine Karriere beendete.
2001 war er mit der russischen Mannschaft U-18-Europameister und U-21-Weltmeister.
Dmitri Kowaljow erzielte in 213 Länderspielen für die russische Nationalmannschaft 552 Tore und stand im Aufgebot für die Handball-Europameisterschaften 2010 und 2012. Er spielte bei den Olympischen Spielen 2008.
Nachdem Kowaljow die zweite Mannschaft von Medwedi Tschechow trainiert hatte, übernahm er zur Saison 2023/24 den Co-Trainerposten von GK Rostow am Don.

## Privat
Er absolvierte 2003 sein Studium an der Akademie für Körperkultur des Ural. Er ist verheiratet.